# Trudna miłość
Trudna miłość (ang. Love the Hard Way) – amerykańsko-niemiecki dramat kryminalny z 2001 roku w reżyserii Petera Sehra, zrealizowany na podstawie powieści Shuo Wang "Yi Ban Shi Huo Yan, Yi Ban Shi Hai Shui.

## Obsada
- Pam Grier – detektyw Linda Fox
- Adrien Brody – Jack
- Jon Seda – Charlie
- Charlotte Ayanna – Claire
- August Diehl – Jeff
- Katherine Moennig – Debbie
- Joey Kern – Fitzgerald
- Michaela Conlin – Cara
- Elizabeth Regen – Sue

i inni